# Fredriksdalasjön
Fredriksdalasjön är en sjö i Nässjö kommun i Småland och ingår i Motala ströms huvudavrinningsområde. Sjön är 10,9 meter djup, har en yta på 1,68 kvadratkilometer och är belägen 309 meter över havet. Sjön avvattnas av vattendraget Motala Ström. Vid provfiske har bland annat abborre, gädda, gös och lake fångats i sjön.

## Delavrinningsområde
Fredriksdalasjön ingår i det delavrinningsområde (638668-142826) som SMHI kallar för Utloppet av Fredriksdalasjön. Avrinningsområdets medelhöjd är 317 meter över havet och ytan är 6,17 kvadratkilometer. Det finns ett delavrinningsområde uppströms, och räknas det in blir den ackumulerade arean 22,54 kvadratkilometer. Delavrinningsområdets utflöde Motala Ström mynnar i havet. Delavrinningsområdet består mestadels av skog (58 procent). Avrinningsområdet har 1,68 kvadratkilometer vattenytor vilket ger det en sjöprocent på 27,1 procent. Bebyggelsen i området täcker en yta av 0,25 kvadratkilometer eller 4 procent av avrinningsområdet.

## Fisk
Vid provfiske har följande fisk fångats i sjön:
- Abborre
- Gädda
- Gös
- Lake
- Mört
- Sik
- Sutare